# Pheidole delecta
Pheidole delecta är en myrart som beskrevs av Auguste-Henri Forel 1899. Pheidole delecta ingår i släktet Pheidole och familjen myror. Inga underarter finns listade i Catalogue of Life.